# Angela Duckworth

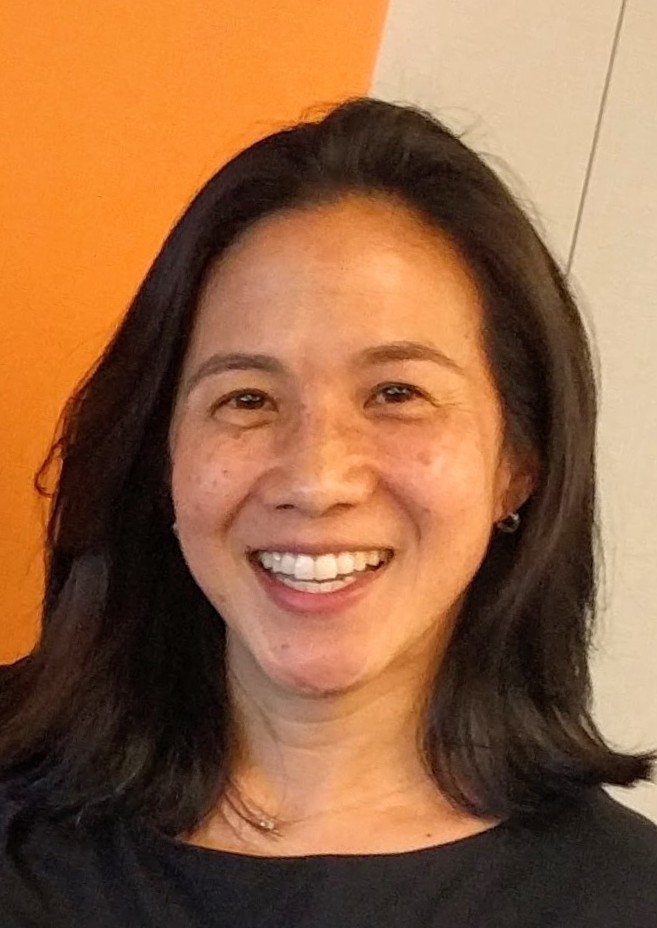
Angela Duckworth (2017)

Angela Lee Duckworth (* 1970 in Cherry Hill, New Jersey) ist eine US-amerikanische Psychologin und Professorin an der University of Pennsylvania. Sie ist die Autorin des Bestsellers Grit: The Power of Passion and Perseverance (2016). Er blieb der The New York Times Bestseller für 21 Wochen. In einer Liste der einflussreichsten Pädagogen der letzten Dekade hat die Zeitschrift Education week sie auf Platz 1 gesetzt (2021).

## Leben
Duckworth stammt von chinesischen Immigranten ab. Sie erwarb einen B.A. in Neurobiologie am Harvard College 1992. Darauf hat sie den M.A. an der Universität Oxford 1996 in Neurosciences erlangt. Nachdem sie bei McKinsey gearbeitet hatte, wurde sie in den USA mehrere Jahre Mathematiklehrerin in sozial schwierigen Vierteln.
Mit 32 Jahren begann sie 2002 das Studium der Psychologie an der Universität von Pennsylvania, das sie bereits 2006 mit der Promotion abschloss. Sie erhielt ein MacArthur Stipendium 2013 und gründete ein Character Lab, wo die Persönlichkeitsentwicklung untersucht wird.

## Grit
Duckworth forschte zur Grit (etwa: Biss, Mumm), einer persönlichen Stärke in der Verfolgung langfristiger Ziele durch Begeisterungsfähigkeit und Hartnäckigkeit. Dazu entwickelte sie eine Grit Scale zur Messung.
Grit ist ein gemeinsamer Faktor unter den Höchstleistern ihrer Studie. Sie stellte keinen Bezug zum IQ fest, aber eine enge Beziehung zur Bewusstheit. Ihre Forschung richtete sich auf Jugendliche, schloss aber auch lebenslange Sichten mit ein. Die Charaktererziehung fällt nicht unter die kognitive Bildung allein.
Ihre Kritiker wenden ein, dass ihr Konstrukt Grit keine scharfe Trennung von Bewusstheit, Beharrung oder Fleiß aufweist.

## Schriften
- Grit: The Power of Passion and Perseverance, Scribner; Illustrated Edition 2016, ISBN 978-1-5011-1110-5.
  - GRIT – Die neue Formel zum Erfolg: Mit Begeisterung und Ausdauer ans Ziel, Bertelsmann 2017, ISBN 978-3-570-10275-6.

## Einzelbelege
1. ↑  The Most Influential Education Researchers (in Charts) (Opinion). 15. Januar 2021, abgerufen am 5. September 2021 (englisch).
2. ↑  Angela Duckworth. (PDF) S. 58–63, abgerufen am 5. September 2021 (englisch).
3. ↑  Psychology Professor Angela Duckworth to Give Penn’s 2017 Baccalaureate Address. Abgerufen am 5. September 2021 (englisch).
4. ↑  Avez-vous le « grit » ? - Elle Active. 4. April 2017, abgerufen am 5. September 2021 (französisch).
5. ↑  Angela Duckworth | Psychology. Abgerufen am 5. September 2021.
6. ↑  Angela Duckworth. Abgerufen am 5. September 2021 (englisch).
7. ↑  Angela L. Duckworth, Christopher Peterson, Michael D. Matthews, Dennis R. Kelly: Grit: Perseverance and passion for long-term goals. In: Journal of Personality and Social Psychology. Band 92, Nr. 6, 2007, ISSN 1939-1315, S. 1087–1101, doi:10.1037/0022-3514.92.6.1087 (apa.org [abgerufen am 5. September 2021]).
8. ↑  Angela Lee Duckworth, Patrick D. Quinn: Development and Validation of the Short Grit Scale (Grit–S). In: Journal of Personality Assessment. Band 91, Nr. 2, 17. Februar 2009, ISSN 0022-3891, S. 166–174, doi:10.1080/00223890802634290 (tandfonline.com [abgerufen am 5. September 2021]).
9. ↑  Marcus Credé, Michael C. Tynan, Peter D. Harms: Much ado about grit: A meta-analytic synthesis of the grit literature. In: Journal of Personality and Social Psychology. Band 113, Nr. 3, September 2017, ISSN 1939-1315, S. 492–511, doi:10.1037/pspp0000102 (apa.org [abgerufen am 5. September 2021]).

| Personendaten    | Personendaten                |
| ---------------- | ---------------------------- |
| NAME             | Duckworth, Angela            |
| ALTERNATIVNAMEN  | Durckworth, Angela Lee       |
| KURZBESCHREIBUNG | US-amerikanische Psychologin |
| GEBURTSDATUM     | 1970                         |
| GEBURTSORT       | Cherry Hill, New Jersey      |